# Hác Đại Thông
Hác Đại Thông (tiếng Trung: 郝大通, 24/1/1134 - 1213), danh là Lân (璘), tự Thái Cổ (太古), pháp danh là Đại Thông (大通), ông là người Ninh Hải (nay là Mưu Bình, tỉnh Sơn Đông). Năm 1168, sau khi mẹ ông mất, ông đã cấm bất kì ai cũng không được rời khỏi Yên Hà động để học Đạo giáo. Ông đã bái Vương Trùng Dương làm sư phụ, đổi tên thành Đại Thông (大通) và đạo hiệu là Quảng Ninh Tử, có người cho rằng đạo hiệu của ông là Điềm Nhiên Tử (恬然子).
Nguyên Thế Tổ phong tặng ông hiệu "Quảng Ninh Thông Huyền Thái Cổ Chân Nhân" (廣寧通玄太古真人). Sau đó Nguyên Vũ Tông truy tặng ông hiệu "Quảng Ninh Thông Huyền Diệu Cực Thái Cổ Chân Quân" (广宁通玄妙极太古真君).

## Tiểu thuyết hóa
Hác Đại Thông được Kim Dung hình tượng hóa trong các tiểu thuyết như Xạ điêu anh hùng truyện, Thần điêu hiệp lữ cũng như trong Võ Lâm Ngũ Bá, một tiểu thuyết dựa Kim Dung.

## Phim ảnh
- Anh hùng xạ điêu

Trịnh Phiên Sinh (1983),
Sái Quốc Khánh (1994),
Từ Tiểu Minh (2008),
Lưu Uy (2017),
- Thần điêu hiệp lữ